# 이의안
이의안(李義安, 1959년 8월 9일 ~ )은 대한민국의 정치인이다. 제7·8대 서울특별시 동대문구의원이다.

## 학력
- 해성여자중학교 졸업[1]
- 동덕여자고등학교 졸업
- 서일대학교 졸업

## 경력
- 민주당 서울시당 여성위원회 부위원장
- 문재인 대선후보 선거대책위 동대문을 여성위원장
- 민주평화통일자문위원회 동대문구 자문위원
- 더불어민주당 중앙당 상설특별체육위원회 부위원장
- 답십리1동 솔샘숲어린이집 운영위원회 지역위원
- 동대문(을) 지역위원회 복지위원장
- 더불어민주당 서울특별시당 교육특별위원회 부위원장
- 답십리1동 미드카운티 어린이집 운영위원
- 2014.07 ~ 2018.06 제6대 동대문구의회 의원 (비례대표)
  - 제7대 동대문구의회 복지건설위원회 부위원장
- 2018.07 ~ 2022.06 제7대 동대문구의회 의원 (지역구)
  - 2018.07 ~ 2018.06 제8대 동대문구의회 전반기 복지건설위원회 위원

## 역대 선거 결과
|  | 53.28% |

|  | 25.74% |

|  | 42.99% |